# 阿爾貝托·切里
阿爾貝托·切里（義大利語：Alberto Cerri，1996年4月16日—）是意大利的職業足球運動員，司職前鋒，現時被意大利足球甲级联赛球隊科莫外借至意大利足球乙级联赛球隊沙蘭力坦拿。

## 外部連結
- Soccerway資料庫：阿爾貝托·切里
- FIGC profile